# Тернопільська обласна організація НСЖУ
Тернопільська обласна організація Національної спілки журналістів України (ТОО НСЖУ) — структурний підрозділ Національної спілки журналістів України.

## Історія

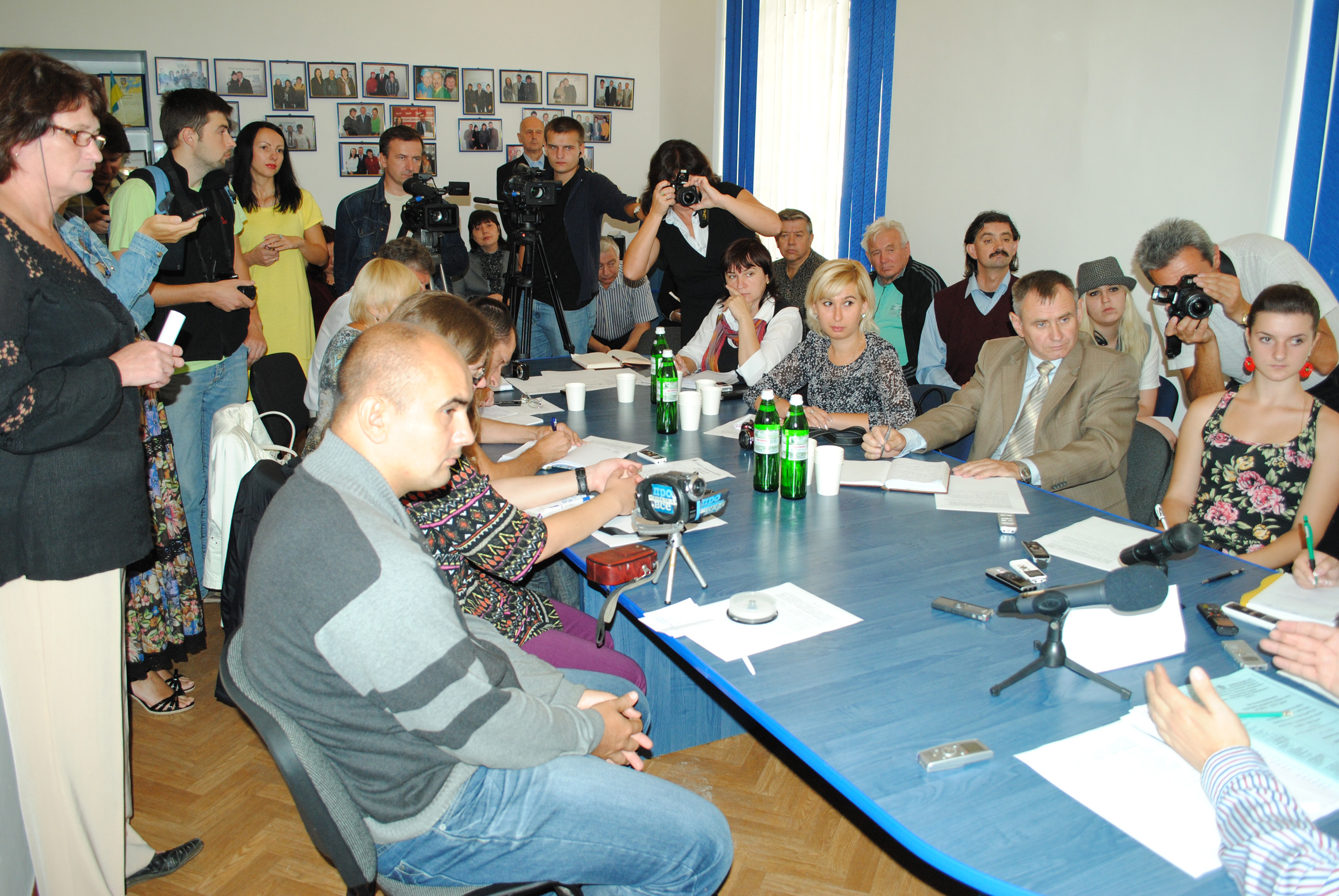
Тернопільські журналісти на прес-конференції у Тернопільському прес-клубі

Тернопільська обласна організація НСЖУ (тоді — УРСР) створена в листопаді 1957 року.
У 1984 встановлено премію імені Миколи Костенка — фундатора обласної організації; серед лауреатів — Євген Зозуляк, Любов Левицька, Микола Лукашкевич, Микола Ротман, Галина Садовська, Тетяна Савків.
Нині в області діють 32 первинні організації НСЖУ, найчисельніші — в Тернопільській облдержтелерадіокомпанії, редакціях газет «Свобода», «Вільне життя», «Гомін волі», «Новини Шумщини», «Голос народу».
За підсумками Всеукраїнського конкурсу-2006 Теребовлянська організація НСЖУ — найкраща в Україні.

## Голови
- 1957(?)–1976(?) — Микола Костенко
- 1976(?)–1983 — Іван Гермаківський
- 1983—1990 — Валентина Полева
- 1990—2002 — Микола Лівінський
- 2002—2016 — Микола Ротман
- від 27.01.2017 — Василь Тракало[1]

## Правління
Секретар ТОО НСЖУ — Богдан Гарасимчук.
Члени правління ТОО НСЖУ: Юлія Винокур, Богдан Гарасимчук, Богдан Дікальчук, Юрій Заруцький, Вікторія Іваницька, Зіна Кушнірук, Роман Руснак, Ярослав Сиривко, Тетяна Тарасенко, Василь Тракало і Віктор Уніят.

## Члени
У 2014 році в ТОО НСЖУ було 770 працівників газет, радіо і телебачення, ветеранів преси та позаштатних авторів.
27 з них — заслужені журналісти України, 47 — нагороджені почесним знаком НСЖУ, 23 — «Золотою медаллю української журналістики».

### Заслужені журналісти України
- Анна Блаженко
- Євген Баров
- Василь Бурма
- Костянтин Валігура
- Юлія Винокур
- Богдан Грабовський
- Ярослав Гулько
- Олег Грушковик
- Петро Довгошия
- Іван Єлагін
- Роман Заяць
- Михайло Зубик
- Галина Киричук
- Зіна Кушнірук
- Микола Лукашкевич
- Микола Мартинчук
- Галина Мацейків
- О. Мельник
- Світлана Мичко
- Ігор Мороз
- Людмила Островська
- Валентина Полева
- Богдан Приймак
- Микола Ротман
- Галина Садовська
- Тетяна Савків
- Богдан Скоробагатий
- Олег Снітовський
- Володимир Сушкевич
- Василь Тракало
- Петро Федоришин
- Маріан Шпікула
- Оксана Яциковська

## Громадська діяльність
На початку липня 2014 року Тернопільська обласна організація НСЖУ ініціювала збір продуктів та речей першої необхідності для захисників України. У зону АТО відправили більше шести машин допомоги.